# 1918 en Finlande
Chronologie de la Finlande
- 1914
- 1915
- 1916
- 1917
- 1918
- 1919
- 1920
- 1921
- 1922

Cette page concerne les évènements survenus en 1918 en Finlande  :

## Évènement
- Royaume de Finlande
- février-mars Croisière de glace de la flotte de la Baltique
- 27 janvier-15 mai : Guerre civile finlandaise
  - mars : Expédition Viena (en)
  - 10 mars : Meurtres collectifs dans l'infirmerie de Harmoinen (en)
  - 12 avril : Meurtres collectifs de Pohjois-Haaga (en)
  - 15 mai : Meurtres collectifs de Puustellinmetsä (en)
  - 20 mai : Exécutions de Perttula (en)
  - Intervention allemande en Finlande (de)
  - Batailles :
    - Ahvenkoski (en)
    - Antrea (en)
    - Helsinki (en)
      - Exécutions de Haaga (en)

    - Hyvinkää (en)
    - Kämärä (en)
    - Lahti (en)
    - Länkipohja (en)
    - Rautu (en)
    - Ruovesi (en)
    - Syrjäntaka (en)
    - Bataille de Tampere
      - Camp de prisonniers de Tampere

    - Varkaus (en)
      - Loterie d'Huruslahti (en) (massacre)

    - Vilppula (en)
    - Viipuri (en)
- 7 mars : Traité de Berlin, entre l'Allemagne et la Finlande.
- 20 mars : Envoi de la division de la Baltique (allemande) pour soutenir la Garde blanche.
- mai : Expéditions de Petsamo (en)
- 16 mai ! Valkoisten Voitonparaati (en)
- 27 mai-27 novembre : Gouvernement Paasikivi I
- 29 mai : Traité de paix entre l'Autriche-Hongrie et la Finlande (en)
- 27 novembre : Gouvernement Ingman I

## Création
- Académie d'Åbo
- Armée de l'air finlandaise
- Commandement des forces de défense finlandaises
- Division du renseignement de l'état-major
- Drapeau de la Finlande
- École supérieure de police (Tampere)
- Fédération des employés des secteurs public et privé (en)
- Ordre de la croix de la Liberté
- Parti communiste de Finlande
- Parti de la coalition nationale
- Parti progressiste national
- Police d'État
- République socialiste des travailleurs de Finlande (Finlande rouge)

## Dissolution
- Parti jeune finnois
- République socialiste des travailleurs de Finlande
- Sénat
- Työmies (en) (journal)

## Naissance
- Veikko Asikainen (fi), footballeur.
- Armas Jokio (fi), acteur et chanteur d'opéra.
- Olli Kaila (fi), diplomate, avocat et banquier.
- Sirkka Karppanen (fi), dramaturge.
- Eero Kolehmainen, fondeur.
- Antti Louhisto (fi), sculpteur.
- Anitra Lucander, peintre.
- Victor Procopé (fi), personnalité politique.
- Tauno Pylkkänen (fi), compositeur.
- Raya Ravell (sv), chanteuse.
- Jaakko Suolahti (fi), historien.
- Ville Väisänen (fi), militaire.
- Matti Wasama, joueur de hockey sur glace.

## Décès
- Dagmar Furuhjelm (fi), peintre.
- Elise Melander (fi), romancière.
- Valfrid Nykänen (fi), gymnaste.
- Vilho Penttilä, architecte.
- Taavi Pesonen (fi), acteur.
- Johan Wilhelm Runeberg (fi), personnalité politique.
- Hugo Salmela (fi), commandant en chef de la Garde rouge.
- Ivar Thomé (fi), architecte.
- Valter Thomé, architecte.
- William Thomé (fi), homme d'affaires.